# Liesenich
Liesenich település Németországban, Rajna-vidék-Pfalz tartományban. Lakosainak száma 301 fő (2023. december 31.).

## Népesség
A település népességének változása:
| Lakosok száma | 347  | 291  | 294  | 312  | 312  | 301  |
|               | 1975 | 2017 | 2019 | 2021 | 2022 | 2023 |